# Бакі-Мухаммад
Бакі-Мухаммад (1579–1605) — 2-й володар Бухарського ханства у 1603—1605 роках.

## Життєпис
Походив з династії Аштарханідів, гілки Тука-Тимуридів. Старший син Джані-Мухаммада. Народився 1579 року в Бухарі. Замолоду долучився до своїх родичів в Хорасані. 1598 року відзначився у битві біля Герату, де тим не менш військо Аштарханідів зазнало поразки від персів.
Відзначився у кампанії 1599 року проти казахського хана Єсіма, за що отримав Самарканд. Разом з іншими родичами виявив амбіції з захоплення області міанкаль (на південь від Бухари).
1601 року в битві біля Самарканду сприяв перемозі війська Аштарханідів над шейбанідським володарем Пірмухаммед-ханом II. Того ж року після проголошення батька Бакі-Мухаммада ханом отримав у володіння Бухару. Тут наказав стратити Пірмухаммед-хана II.
Слідом за цим з братом Валі-Мухаммадом виступив проти синів Пірмухаммед-хана II — Мухаммад-Салім-султана, еміра Хісар-і Шадмане, та Абдаллах-султана, еміра Чаганіана. Бакі-Мухаммад боровся проти останнього, якого переміг з труднощами. За цим спільно з братом без бою зайняв Балх, скориставшись протистоянням між проперською партією та Шейбанідами.
1602 року придушив заколот стрийків Аббас-султан і Рахмонкулі-султана, захопивши їх володіння. У серпні того ж року відзначився у битві проти перського шаха Аббаса I, якому в місцевості Пул-і Катаб було завдано поразки.
На початку 1603 року брав участь в облозі Кундуза, де отаборився Баді аз-Заман, а потім очолив похід з підкорення Бадахшану, який незважаючи на значні втрати, Бакі-Мухаммад захопив. У грудні того ж року після смерті батька успадкував трон.
Переніс столицю з Самарканду до Бухари. Напочатку 1604 року довелося придушувати заколоти в Хісарі й Чаганіані (Шейбанідів), Кулябі, Кундузі й Бадахшані (Тимуридів). Невдовзі повстав Келді-Мухаммад з Шейбанідів, що визнав зверхність казахського хана Єсіма. В результаті було втрачено міста Туркестан, Сузак, Шаш, а також Фергану. Перший похід проти Келді-Мухаммада завершився невдачею. У відповідь казахи спробували захопити Самарканд, але були відбиті. Під час другої кампанії 1605 року було укладено мирний договір, за яким Бакі-Мухаммад визнав за Єсім-ханом Шаш, Шахрухію, Канку й частину Фергани. Натомість останній повинен був за них сплачувати податок (бадж ва-харадж).
Водночас Бакі-Мухаммад провів адміністративну, податкову та військову реформи, що сприяло подальшому розвитку Бухарського ханства Він карбував монети з власним ім'ям та іменами перших чотирьох халіфів.
Помер 1605 року у Самарканді. Поховано в бухарському мазарі Ходжа-ї Бузург. Йому спадкував брат Валі-Мухаммад.